# Sphaenognathus signatus
Sphaenognathus signatus es una especie de coleóptero de la familia Lucanidae.

## Distribución geográfica
Habita en Venezuela.